# 邱闻诗
邱闻诗（？—？），浙江仁和人，是一名清朝政治人物，举人出身。
邱闻诗曾于1730年接替姚之珂担任南汇县知县一职，1931年由徐日炯接任。
他还曾于1737年接替汪德馨担任松江府知府一职，1739年由甘士瑞接任。